# Спиропулу, Мария
Мари́я Спиропу́лу (греч. Μαρία Σπυροπούλου, англ. Maria Spiropulu; род. 1970, Кастория, Западная Македония, Греция) — греческий физик-экспериментатор, профессор Калифорнийского технологического института, член коллаборации CMS на Большом адронном коллайдере (LHC).

## Биография
Мария Спиропулу родилась в 1970 году в городе Кастория в Западной Македонии, Греция.
Получила степень бакалавра в области физики в Университете Аристотеля в Салониках (1993) и степень доктора философии в Гарвардском университете (2000) по экспериментальным исследованиям на детекторе элементарных частиц, расположенном в Национальной ускорительной лаборатории имени Энрико Ферми (Фермилаб) (CDF, англ. Collider Detector at Fermilab). Для написания докторской диссертации она впервые применила в адронных коллайдерах оригинальный двойной слепой метод для поиска доказательств суперсимметрии. Спиропулу исключила большую часть пространства параметров, где ожидалось обнаружить суперсимметричные частицы.
В 2001—2003 годах продолжила эксперимент на CDF в Чикагском университете, используя потерянную поперечную энергию для поиска дополнительных измерений и суперсимметрии.
С 2004 года работала в Европейском Центре ядерных исследований (ЦЕРН) в качестве исследователя с экспериментальной работой на Компактном мюонном соленоиде (CMS).
В 2005—2008 годах — соорганизатор научной группы для поиска суперсимметрии и других явлений физики за пределами Стандартной модели.
До 2012 года — старший научный сотрудник ЦЕРН.
С 2009 года — профессор физики в Калифорнийском технологическом институте.
Марии Спиропулу принадлежит изобретение, совместно со своим учеником Крисом Роганом и сотрудниками Маурицио Пьерини и Джозефом Ликкеном, нового набора кинематических переменных («лезвие»), нацеленных на исследование Новой физики на Большом адронном коллайдере.
В 2014 году была избрана в качестве председателя Форума по вопросам Международной физики Американского физического общества, проходящего в 2016 году. Кроме того, является членом Консультативного комитета по физике Фермилаб, а также, начиная с 2016 года, членом Консультативной комиссии по физике высоких энергий (HEPAP) при Министерстве энергетики США и Национального научного фонда.
Мария Спиропулу является последовательницей Энрико Ферми через своего научного руководителя Джона Хута (John Huth), руководителем которого, в свою очередь, был Оуэн Чемберлен, ученик Ферми.

## Награды и звания
В 2008 году Мария Спиропулу была избрана членом Американской ассоциации содействия развитию науки «за руководящую роль в экспериментальной физике высоких энергий, в частности, за новаторские усилия в экспериментальном поиске суперсимметрии и дополнительных измерений», а в 2014 году — членом Американского физического общества.